# Storsik
Storsik (Coregonus maxillaris) är en storväxt silverfärgad fisk med blågrön rygg och blårödskiftande fenor. Fisken kännetecknas även av att överkäken är tydligt längre än underkäken men man kan även räkna gälräfständerna på första gälbågen som är ca 19-32. Maxlängden är ungefär 50 centimeter och maxvikten cirka 8,5 kilogram. Storsiken lever i insjöar och älvar och är en uppskattad matfisk, som går utmärkt att röka, grava, steka eller koka.